# Ruy López de Segura
Ruy López de Segura (asi 1540, Zafra – 1580, Madrid) byl španělský šachový mistr a teoretik, povoláním katolický duchovní. Věnoval se teorii zahájení – španělská hra (1. e4 e5 2. Jf3 Jc6 3. Sb5) nese v angličtině jeho jméno, Ruy Lopez.
Ruy Lopéz vydal roku 1561 nejvýznamnější teoretické šachové dílo 16. století, knihu Libro de la invención liberal y arte del juego del Axedrez (Kniha o vynalézavosti a umění hry šachové), díky které bývá často označován jako „otec šachové teorie“.
Kniha, která byla záhy přeložena do italštiny (1584), francouzštiny (1609) i do němčiny (1616), se skládá ze čtyř částí:
- 1. užitečnost šachu, jeho historie a pravidla (27 kapitol),
- 2. šachová zahájení (29 kapitol),
- 3. Vyvrácení Damianova učení (24 kapitol),
- 4. o handicapové hře (15 kapitol).

Dílo již vychází z nových pravidel šachu, rošádu však dosud neuznává. Lopez de Segura v něm již kladl důraz na sílu pěšcového středu a v zahájeních se jako první zabýval tzv. gambity (z italského rčení el gambetto dare = nastavit někomu nohu), kdy jedna strana obětuje materiál, aby dosáhla jiných výhod. Ve svém díle uvádí také dámský gambit, zejména přijatý, a zahájení 1. d4 d5 2. Sf4., které měl v oblibě Akiba Rubinstein. Jako první analyzoval španělskou hru, ve které po 1. e4 e5 2.Jf3 vyvrací tah 2. .. Jc6 tahem 3. Sb5 a doporučuje 2. .. d6, jak později učil F. A. D. Philidor. V knize jsou i další zahájení (například 1. Jf3 d5, 1. Jc3 d5, 1. c4 e5, 1.f4 d5 aj.), která byla později rozpracována moderními šachovými mistry.
López de Segura byl sám silným hráčem a roku 1560 porazil během své návštěvy Itálie tamní nejlepší mistry, mezi nimi i Giovanniho Leonarda Di Bonu. V Madridu roku 1575 však nad ním již Giovanni Leonardo zvítězil.

## Lopez de Segura, Ruy – Leonardo Giovanni di Bona [C30],Řím,1560
|   | a | b | c | d | e | f | g | h |   |
| 8 | a8 černý věž · b8 černý jezdec · d8 černý král · f8 černý střelec · h8 černý věž · a7 černý pěšec · b7 černý pěšec · f7 bílý jezdec · g7 černý pěšec · h7 černý pěšec · c6 černý pěšec · f6 černý jezdec · e4 bílý pěšec · a2 bílý pěšec · b2 bílý pěšec · c2 bílý pěšec · d2 bílý pěšec · g2 bílý pěšec · h2 bílý pěšec · a1 bílý věž · b1 bílý jezdec · c1 bílý střelec · e1 bílý král · h1 bílý věž | a8 černý věž · b8 černý jezdec · d8 černý král · f8 černý střelec · h8 černý věž · a7 černý pěšec · b7 černý pěšec · f7 bílý jezdec · g7 černý pěšec · h7 černý pěšec · c6 černý pěšec · f6 černý jezdec · e4 bílý pěšec · a2 bílý pěšec · b2 bílý pěšec · c2 bílý pěšec · d2 bílý pěšec · g2 bílý pěšec · h2 bílý pěšec · a1 bílý věž · b1 bílý jezdec · c1 bílý střelec · e1 bílý král · h1 bílý věž | a8 černý věž · b8 černý jezdec · d8 černý král · f8 černý střelec · h8 černý věž · a7 černý pěšec · b7 černý pěšec · f7 bílý jezdec · g7 černý pěšec · h7 černý pěšec · c6 černý pěšec · f6 černý jezdec · e4 bílý pěšec · a2 bílý pěšec · b2 bílý pěšec · c2 bílý pěšec · d2 bílý pěšec · g2 bílý pěšec · h2 bílý pěšec · a1 bílý věž · b1 bílý jezdec · c1 bílý střelec · e1 bílý král · h1 bílý věž | a8 černý věž · b8 černý jezdec · d8 černý král · f8 černý střelec · h8 černý věž · a7 černý pěšec · b7 černý pěšec · f7 bílý jezdec · g7 černý pěšec · h7 černý pěšec · c6 černý pěšec · f6 černý jezdec · e4 bílý pěšec · a2 bílý pěšec · b2 bílý pěšec · c2 bílý pěšec · d2 bílý pěšec · g2 bílý pěšec · h2 bílý pěšec · a1 bílý věž · b1 bílý jezdec · c1 bílý střelec · e1 bílý král · h1 bílý věž | a8 černý věž · b8 černý jezdec · d8 černý král · f8 černý střelec · h8 černý věž · a7 černý pěšec · b7 černý pěšec · f7 bílý jezdec · g7 černý pěšec · h7 černý pěšec · c6 černý pěšec · f6 černý jezdec · e4 bílý pěšec · a2 bílý pěšec · b2 bílý pěšec · c2 bílý pěšec · d2 bílý pěšec · g2 bílý pěšec · h2 bílý pěšec · a1 bílý věž · b1 bílý jezdec · c1 bílý střelec · e1 bílý král · h1 bílý věž | a8 černý věž · b8 černý jezdec · d8 černý král · f8 černý střelec · h8 černý věž · a7 černý pěšec · b7 černý pěšec · f7 bílý jezdec · g7 černý pěšec · h7 černý pěšec · c6 černý pěšec · f6 černý jezdec · e4 bílý pěšec · a2 bílý pěšec · b2 bílý pěšec · c2 bílý pěšec · d2 bílý pěšec · g2 bílý pěšec · h2 bílý pěšec · a1 bílý věž · b1 bílý jezdec · c1 bílý střelec · e1 bílý král · h1 bílý věž | a8 černý věž · b8 černý jezdec · d8 černý král · f8 černý střelec · h8 černý věž · a7 černý pěšec · b7 černý pěšec · f7 bílý jezdec · g7 černý pěšec · h7 černý pěšec · c6 černý pěšec · f6 černý jezdec · e4 bílý pěšec · a2 bílý pěšec · b2 bílý pěšec · c2 bílý pěšec · d2 bílý pěšec · g2 bílý pěšec · h2 bílý pěšec · a1 bílý věž · b1 bílý jezdec · c1 bílý střelec · e1 bílý král · h1 bílý věž | a8 černý věž · b8 černý jezdec · d8 černý král · f8 černý střelec · h8 černý věž · a7 černý pěšec · b7 černý pěšec · f7 bílý jezdec · g7 černý pěšec · h7 černý pěšec · c6 černý pěšec · f6 černý jezdec · e4 bílý pěšec · a2 bílý pěšec · b2 bílý pěšec · c2 bílý pěšec · d2 bílý pěšec · g2 bílý pěšec · h2 bílý pěšec · a1 bílý věž · b1 bílý jezdec · c1 bílý střelec · e1 bílý král · h1 bílý věž | 8 |
| 7 | a8 černý věž · b8 černý jezdec · d8 černý král · f8 černý střelec · h8 černý věž · a7 černý pěšec · b7 černý pěšec · f7 bílý jezdec · g7 černý pěšec · h7 černý pěšec · c6 černý pěšec · f6 černý jezdec · e4 bílý pěšec · a2 bílý pěšec · b2 bílý pěšec · c2 bílý pěšec · d2 bílý pěšec · g2 bílý pěšec · h2 bílý pěšec · a1 bílý věž · b1 bílý jezdec · c1 bílý střelec · e1 bílý král · h1 bílý věž | a8 černý věž · b8 černý jezdec · d8 černý král · f8 černý střelec · h8 černý věž · a7 černý pěšec · b7 černý pěšec · f7 bílý jezdec · g7 černý pěšec · h7 černý pěšec · c6 černý pěšec · f6 černý jezdec · e4 bílý pěšec · a2 bílý pěšec · b2 bílý pěšec · c2 bílý pěšec · d2 bílý pěšec · g2 bílý pěšec · h2 bílý pěšec · a1 bílý věž · b1 bílý jezdec · c1 bílý střelec · e1 bílý král · h1 bílý věž | a8 černý věž · b8 černý jezdec · d8 černý král · f8 černý střelec · h8 černý věž · a7 černý pěšec · b7 černý pěšec · f7 bílý jezdec · g7 černý pěšec · h7 černý pěšec · c6 černý pěšec · f6 černý jezdec · e4 bílý pěšec · a2 bílý pěšec · b2 bílý pěšec · c2 bílý pěšec · d2 bílý pěšec · g2 bílý pěšec · h2 bílý pěšec · a1 bílý věž · b1 bílý jezdec · c1 bílý střelec · e1 bílý král · h1 bílý věž | a8 černý věž · b8 černý jezdec · d8 černý král · f8 černý střelec · h8 černý věž · a7 černý pěšec · b7 černý pěšec · f7 bílý jezdec · g7 černý pěšec · h7 černý pěšec · c6 černý pěšec · f6 černý jezdec · e4 bílý pěšec · a2 bílý pěšec · b2 bílý pěšec · c2 bílý pěšec · d2 bílý pěšec · g2 bílý pěšec · h2 bílý pěšec · a1 bílý věž · b1 bílý jezdec · c1 bílý střelec · e1 bílý král · h1 bílý věž | a8 černý věž · b8 černý jezdec · d8 černý král · f8 černý střelec · h8 černý věž · a7 černý pěšec · b7 černý pěšec · f7 bílý jezdec · g7 černý pěšec · h7 černý pěšec · c6 černý pěšec · f6 černý jezdec · e4 bílý pěšec · a2 bílý pěšec · b2 bílý pěšec · c2 bílý pěšec · d2 bílý pěšec · g2 bílý pěšec · h2 bílý pěšec · a1 bílý věž · b1 bílý jezdec · c1 bílý střelec · e1 bílý král · h1 bílý věž | a8 černý věž · b8 černý jezdec · d8 černý král · f8 černý střelec · h8 černý věž · a7 černý pěšec · b7 černý pěšec · f7 bílý jezdec · g7 černý pěšec · h7 černý pěšec · c6 černý pěšec · f6 černý jezdec · e4 bílý pěšec · a2 bílý pěšec · b2 bílý pěšec · c2 bílý pěšec · d2 bílý pěšec · g2 bílý pěšec · h2 bílý pěšec · a1 bílý věž · b1 bílý jezdec · c1 bílý střelec · e1 bílý král · h1 bílý věž | a8 černý věž · b8 černý jezdec · d8 černý král · f8 černý střelec · h8 černý věž · a7 černý pěšec · b7 černý pěšec · f7 bílý jezdec · g7 černý pěšec · h7 černý pěšec · c6 černý pěšec · f6 černý jezdec · e4 bílý pěšec · a2 bílý pěšec · b2 bílý pěšec · c2 bílý pěšec · d2 bílý pěšec · g2 bílý pěšec · h2 bílý pěšec · a1 bílý věž · b1 bílý jezdec · c1 bílý střelec · e1 bílý král · h1 bílý věž | a8 černý věž · b8 černý jezdec · d8 černý král · f8 černý střelec · h8 černý věž · a7 černý pěšec · b7 černý pěšec · f7 bílý jezdec · g7 černý pěšec · h7 černý pěšec · c6 černý pěšec · f6 černý jezdec · e4 bílý pěšec · a2 bílý pěšec · b2 bílý pěšec · c2 bílý pěšec · d2 bílý pěšec · g2 bílý pěšec · h2 bílý pěšec · a1 bílý věž · b1 bílý jezdec · c1 bílý střelec · e1 bílý král · h1 bílý věž | 7 |
| 6 | a8 černý věž · b8 černý jezdec · d8 černý král · f8 černý střelec · h8 černý věž · a7 černý pěšec · b7 černý pěšec · f7 bílý jezdec · g7 černý pěšec · h7 černý pěšec · c6 černý pěšec · f6 černý jezdec · e4 bílý pěšec · a2 bílý pěšec · b2 bílý pěšec · c2 bílý pěšec · d2 bílý pěšec · g2 bílý pěšec · h2 bílý pěšec · a1 bílý věž · b1 bílý jezdec · c1 bílý střelec · e1 bílý král · h1 bílý věž | a8 černý věž · b8 černý jezdec · d8 černý král · f8 černý střelec · h8 černý věž · a7 černý pěšec · b7 černý pěšec · f7 bílý jezdec · g7 černý pěšec · h7 černý pěšec · c6 černý pěšec · f6 černý jezdec · e4 bílý pěšec · a2 bílý pěšec · b2 bílý pěšec · c2 bílý pěšec · d2 bílý pěšec · g2 bílý pěšec · h2 bílý pěšec · a1 bílý věž · b1 bílý jezdec · c1 bílý střelec · e1 bílý král · h1 bílý věž | a8 černý věž · b8 černý jezdec · d8 černý král · f8 černý střelec · h8 černý věž · a7 černý pěšec · b7 černý pěšec · f7 bílý jezdec · g7 černý pěšec · h7 černý pěšec · c6 černý pěšec · f6 černý jezdec · e4 bílý pěšec · a2 bílý pěšec · b2 bílý pěšec · c2 bílý pěšec · d2 bílý pěšec · g2 bílý pěšec · h2 bílý pěšec · a1 bílý věž · b1 bílý jezdec · c1 bílý střelec · e1 bílý král · h1 bílý věž | a8 černý věž · b8 černý jezdec · d8 černý král · f8 černý střelec · h8 černý věž · a7 černý pěšec · b7 černý pěšec · f7 bílý jezdec · g7 černý pěšec · h7 černý pěšec · c6 černý pěšec · f6 černý jezdec · e4 bílý pěšec · a2 bílý pěšec · b2 bílý pěšec · c2 bílý pěšec · d2 bílý pěšec · g2 bílý pěšec · h2 bílý pěšec · a1 bílý věž · b1 bílý jezdec · c1 bílý střelec · e1 bílý král · h1 bílý věž | a8 černý věž · b8 černý jezdec · d8 černý král · f8 černý střelec · h8 černý věž · a7 černý pěšec · b7 černý pěšec · f7 bílý jezdec · g7 černý pěšec · h7 černý pěšec · c6 černý pěšec · f6 černý jezdec · e4 bílý pěšec · a2 bílý pěšec · b2 bílý pěšec · c2 bílý pěšec · d2 bílý pěšec · g2 bílý pěšec · h2 bílý pěšec · a1 bílý věž · b1 bílý jezdec · c1 bílý střelec · e1 bílý král · h1 bílý věž | a8 černý věž · b8 černý jezdec · d8 černý král · f8 černý střelec · h8 černý věž · a7 černý pěšec · b7 černý pěšec · f7 bílý jezdec · g7 černý pěšec · h7 černý pěšec · c6 černý pěšec · f6 černý jezdec · e4 bílý pěšec · a2 bílý pěšec · b2 bílý pěšec · c2 bílý pěšec · d2 bílý pěšec · g2 bílý pěšec · h2 bílý pěšec · a1 bílý věž · b1 bílý jezdec · c1 bílý střelec · e1 bílý král · h1 bílý věž | a8 černý věž · b8 černý jezdec · d8 černý král · f8 černý střelec · h8 černý věž · a7 černý pěšec · b7 černý pěšec · f7 bílý jezdec · g7 černý pěšec · h7 černý pěšec · c6 černý pěšec · f6 černý jezdec · e4 bílý pěšec · a2 bílý pěšec · b2 bílý pěšec · c2 bílý pěšec · d2 bílý pěšec · g2 bílý pěšec · h2 bílý pěšec · a1 bílý věž · b1 bílý jezdec · c1 bílý střelec · e1 bílý král · h1 bílý věž | a8 černý věž · b8 černý jezdec · d8 černý král · f8 černý střelec · h8 černý věž · a7 černý pěšec · b7 černý pěšec · f7 bílý jezdec · g7 černý pěšec · h7 černý pěšec · c6 černý pěšec · f6 černý jezdec · e4 bílý pěšec · a2 bílý pěšec · b2 bílý pěšec · c2 bílý pěšec · d2 bílý pěšec · g2 bílý pěšec · h2 bílý pěšec · a1 bílý věž · b1 bílý jezdec · c1 bílý střelec · e1 bílý král · h1 bílý věž | 6 |
| 5 | a8 černý věž · b8 černý jezdec · d8 černý král · f8 černý střelec · h8 černý věž · a7 černý pěšec · b7 černý pěšec · f7 bílý jezdec · g7 černý pěšec · h7 černý pěšec · c6 černý pěšec · f6 černý jezdec · e4 bílý pěšec · a2 bílý pěšec · b2 bílý pěšec · c2 bílý pěšec · d2 bílý pěšec · g2 bílý pěšec · h2 bílý pěšec · a1 bílý věž · b1 bílý jezdec · c1 bílý střelec · e1 bílý král · h1 bílý věž | a8 černý věž · b8 černý jezdec · d8 černý král · f8 černý střelec · h8 černý věž · a7 černý pěšec · b7 černý pěšec · f7 bílý jezdec · g7 černý pěšec · h7 černý pěšec · c6 černý pěšec · f6 černý jezdec · e4 bílý pěšec · a2 bílý pěšec · b2 bílý pěšec · c2 bílý pěšec · d2 bílý pěšec · g2 bílý pěšec · h2 bílý pěšec · a1 bílý věž · b1 bílý jezdec · c1 bílý střelec · e1 bílý král · h1 bílý věž | a8 černý věž · b8 černý jezdec · d8 černý král · f8 černý střelec · h8 černý věž · a7 černý pěšec · b7 černý pěšec · f7 bílý jezdec · g7 černý pěšec · h7 černý pěšec · c6 černý pěšec · f6 černý jezdec · e4 bílý pěšec · a2 bílý pěšec · b2 bílý pěšec · c2 bílý pěšec · d2 bílý pěšec · g2 bílý pěšec · h2 bílý pěšec · a1 bílý věž · b1 bílý jezdec · c1 bílý střelec · e1 bílý král · h1 bílý věž | a8 černý věž · b8 černý jezdec · d8 černý král · f8 černý střelec · h8 černý věž · a7 černý pěšec · b7 černý pěšec · f7 bílý jezdec · g7 černý pěšec · h7 černý pěšec · c6 černý pěšec · f6 černý jezdec · e4 bílý pěšec · a2 bílý pěšec · b2 bílý pěšec · c2 bílý pěšec · d2 bílý pěšec · g2 bílý pěšec · h2 bílý pěšec · a1 bílý věž · b1 bílý jezdec · c1 bílý střelec · e1 bílý král · h1 bílý věž | a8 černý věž · b8 černý jezdec · d8 černý král · f8 černý střelec · h8 černý věž · a7 černý pěšec · b7 černý pěšec · f7 bílý jezdec · g7 černý pěšec · h7 černý pěšec · c6 černý pěšec · f6 černý jezdec · e4 bílý pěšec · a2 bílý pěšec · b2 bílý pěšec · c2 bílý pěšec · d2 bílý pěšec · g2 bílý pěšec · h2 bílý pěšec · a1 bílý věž · b1 bílý jezdec · c1 bílý střelec · e1 bílý král · h1 bílý věž | a8 černý věž · b8 černý jezdec · d8 černý král · f8 černý střelec · h8 černý věž · a7 černý pěšec · b7 černý pěšec · f7 bílý jezdec · g7 černý pěšec · h7 černý pěšec · c6 černý pěšec · f6 černý jezdec · e4 bílý pěšec · a2 bílý pěšec · b2 bílý pěšec · c2 bílý pěšec · d2 bílý pěšec · g2 bílý pěšec · h2 bílý pěšec · a1 bílý věž · b1 bílý jezdec · c1 bílý střelec · e1 bílý král · h1 bílý věž | a8 černý věž · b8 černý jezdec · d8 černý král · f8 černý střelec · h8 černý věž · a7 černý pěšec · b7 černý pěšec · f7 bílý jezdec · g7 černý pěšec · h7 černý pěšec · c6 černý pěšec · f6 černý jezdec · e4 bílý pěšec · a2 bílý pěšec · b2 bílý pěšec · c2 bílý pěšec · d2 bílý pěšec · g2 bílý pěšec · h2 bílý pěšec · a1 bílý věž · b1 bílý jezdec · c1 bílý střelec · e1 bílý král · h1 bílý věž | a8 černý věž · b8 černý jezdec · d8 černý král · f8 černý střelec · h8 černý věž · a7 černý pěšec · b7 černý pěšec · f7 bílý jezdec · g7 černý pěšec · h7 černý pěšec · c6 černý pěšec · f6 černý jezdec · e4 bílý pěšec · a2 bílý pěšec · b2 bílý pěšec · c2 bílý pěšec · d2 bílý pěšec · g2 bílý pěšec · h2 bílý pěšec · a1 bílý věž · b1 bílý jezdec · c1 bílý střelec · e1 bílý král · h1 bílý věž | 5 |
| 4 | a8 černý věž · b8 černý jezdec · d8 černý král · f8 černý střelec · h8 černý věž · a7 černý pěšec · b7 černý pěšec · f7 bílý jezdec · g7 černý pěšec · h7 černý pěšec · c6 černý pěšec · f6 černý jezdec · e4 bílý pěšec · a2 bílý pěšec · b2 bílý pěšec · c2 bílý pěšec · d2 bílý pěšec · g2 bílý pěšec · h2 bílý pěšec · a1 bílý věž · b1 bílý jezdec · c1 bílý střelec · e1 bílý král · h1 bílý věž | a8 černý věž · b8 černý jezdec · d8 černý král · f8 černý střelec · h8 černý věž · a7 černý pěšec · b7 černý pěšec · f7 bílý jezdec · g7 černý pěšec · h7 černý pěšec · c6 černý pěšec · f6 černý jezdec · e4 bílý pěšec · a2 bílý pěšec · b2 bílý pěšec · c2 bílý pěšec · d2 bílý pěšec · g2 bílý pěšec · h2 bílý pěšec · a1 bílý věž · b1 bílý jezdec · c1 bílý střelec · e1 bílý král · h1 bílý věž | a8 černý věž · b8 černý jezdec · d8 černý král · f8 černý střelec · h8 černý věž · a7 černý pěšec · b7 černý pěšec · f7 bílý jezdec · g7 černý pěšec · h7 černý pěšec · c6 černý pěšec · f6 černý jezdec · e4 bílý pěšec · a2 bílý pěšec · b2 bílý pěšec · c2 bílý pěšec · d2 bílý pěšec · g2 bílý pěšec · h2 bílý pěšec · a1 bílý věž · b1 bílý jezdec · c1 bílý střelec · e1 bílý král · h1 bílý věž | a8 černý věž · b8 černý jezdec · d8 černý král · f8 černý střelec · h8 černý věž · a7 černý pěšec · b7 černý pěšec · f7 bílý jezdec · g7 černý pěšec · h7 černý pěšec · c6 černý pěšec · f6 černý jezdec · e4 bílý pěšec · a2 bílý pěšec · b2 bílý pěšec · c2 bílý pěšec · d2 bílý pěšec · g2 bílý pěšec · h2 bílý pěšec · a1 bílý věž · b1 bílý jezdec · c1 bílý střelec · e1 bílý král · h1 bílý věž | a8 černý věž · b8 černý jezdec · d8 černý král · f8 černý střelec · h8 černý věž · a7 černý pěšec · b7 černý pěšec · f7 bílý jezdec · g7 černý pěšec · h7 černý pěšec · c6 černý pěšec · f6 černý jezdec · e4 bílý pěšec · a2 bílý pěšec · b2 bílý pěšec · c2 bílý pěšec · d2 bílý pěšec · g2 bílý pěšec · h2 bílý pěšec · a1 bílý věž · b1 bílý jezdec · c1 bílý střelec · e1 bílý král · h1 bílý věž | a8 černý věž · b8 černý jezdec · d8 černý král · f8 černý střelec · h8 černý věž · a7 černý pěšec · b7 černý pěšec · f7 bílý jezdec · g7 černý pěšec · h7 černý pěšec · c6 černý pěšec · f6 černý jezdec · e4 bílý pěšec · a2 bílý pěšec · b2 bílý pěšec · c2 bílý pěšec · d2 bílý pěšec · g2 bílý pěšec · h2 bílý pěšec · a1 bílý věž · b1 bílý jezdec · c1 bílý střelec · e1 bílý král · h1 bílý věž | a8 černý věž · b8 černý jezdec · d8 černý král · f8 černý střelec · h8 černý věž · a7 černý pěšec · b7 černý pěšec · f7 bílý jezdec · g7 černý pěšec · h7 černý pěšec · c6 černý pěšec · f6 černý jezdec · e4 bílý pěšec · a2 bílý pěšec · b2 bílý pěšec · c2 bílý pěšec · d2 bílý pěšec · g2 bílý pěšec · h2 bílý pěšec · a1 bílý věž · b1 bílý jezdec · c1 bílý střelec · e1 bílý král · h1 bílý věž | a8 černý věž · b8 černý jezdec · d8 černý král · f8 černý střelec · h8 černý věž · a7 černý pěšec · b7 černý pěšec · f7 bílý jezdec · g7 černý pěšec · h7 černý pěšec · c6 černý pěšec · f6 černý jezdec · e4 bílý pěšec · a2 bílý pěšec · b2 bílý pěšec · c2 bílý pěšec · d2 bílý pěšec · g2 bílý pěšec · h2 bílý pěšec · a1 bílý věž · b1 bílý jezdec · c1 bílý střelec · e1 bílý král · h1 bílý věž | 4 |
| 3 | a8 černý věž · b8 černý jezdec · d8 černý král · f8 černý střelec · h8 černý věž · a7 černý pěšec · b7 černý pěšec · f7 bílý jezdec · g7 černý pěšec · h7 černý pěšec · c6 černý pěšec · f6 černý jezdec · e4 bílý pěšec · a2 bílý pěšec · b2 bílý pěšec · c2 bílý pěšec · d2 bílý pěšec · g2 bílý pěšec · h2 bílý pěšec · a1 bílý věž · b1 bílý jezdec · c1 bílý střelec · e1 bílý král · h1 bílý věž | a8 černý věž · b8 černý jezdec · d8 černý král · f8 černý střelec · h8 černý věž · a7 černý pěšec · b7 černý pěšec · f7 bílý jezdec · g7 černý pěšec · h7 černý pěšec · c6 černý pěšec · f6 černý jezdec · e4 bílý pěšec · a2 bílý pěšec · b2 bílý pěšec · c2 bílý pěšec · d2 bílý pěšec · g2 bílý pěšec · h2 bílý pěšec · a1 bílý věž · b1 bílý jezdec · c1 bílý střelec · e1 bílý král · h1 bílý věž | a8 černý věž · b8 černý jezdec · d8 černý král · f8 černý střelec · h8 černý věž · a7 černý pěšec · b7 černý pěšec · f7 bílý jezdec · g7 černý pěšec · h7 černý pěšec · c6 černý pěšec · f6 černý jezdec · e4 bílý pěšec · a2 bílý pěšec · b2 bílý pěšec · c2 bílý pěšec · d2 bílý pěšec · g2 bílý pěšec · h2 bílý pěšec · a1 bílý věž · b1 bílý jezdec · c1 bílý střelec · e1 bílý král · h1 bílý věž | a8 černý věž · b8 černý jezdec · d8 černý král · f8 černý střelec · h8 černý věž · a7 černý pěšec · b7 černý pěšec · f7 bílý jezdec · g7 černý pěšec · h7 černý pěšec · c6 černý pěšec · f6 černý jezdec · e4 bílý pěšec · a2 bílý pěšec · b2 bílý pěšec · c2 bílý pěšec · d2 bílý pěšec · g2 bílý pěšec · h2 bílý pěšec · a1 bílý věž · b1 bílý jezdec · c1 bílý střelec · e1 bílý král · h1 bílý věž | a8 černý věž · b8 černý jezdec · d8 černý král · f8 černý střelec · h8 černý věž · a7 černý pěšec · b7 černý pěšec · f7 bílý jezdec · g7 černý pěšec · h7 černý pěšec · c6 černý pěšec · f6 černý jezdec · e4 bílý pěšec · a2 bílý pěšec · b2 bílý pěšec · c2 bílý pěšec · d2 bílý pěšec · g2 bílý pěšec · h2 bílý pěšec · a1 bílý věž · b1 bílý jezdec · c1 bílý střelec · e1 bílý král · h1 bílý věž | a8 černý věž · b8 černý jezdec · d8 černý král · f8 černý střelec · h8 černý věž · a7 černý pěšec · b7 černý pěšec · f7 bílý jezdec · g7 černý pěšec · h7 černý pěšec · c6 černý pěšec · f6 černý jezdec · e4 bílý pěšec · a2 bílý pěšec · b2 bílý pěšec · c2 bílý pěšec · d2 bílý pěšec · g2 bílý pěšec · h2 bílý pěšec · a1 bílý věž · b1 bílý jezdec · c1 bílý střelec · e1 bílý král · h1 bílý věž | a8 černý věž · b8 černý jezdec · d8 černý král · f8 černý střelec · h8 černý věž · a7 černý pěšec · b7 černý pěšec · f7 bílý jezdec · g7 černý pěšec · h7 černý pěšec · c6 černý pěšec · f6 černý jezdec · e4 bílý pěšec · a2 bílý pěšec · b2 bílý pěšec · c2 bílý pěšec · d2 bílý pěšec · g2 bílý pěšec · h2 bílý pěšec · a1 bílý věž · b1 bílý jezdec · c1 bílý střelec · e1 bílý král · h1 bílý věž | a8 černý věž · b8 černý jezdec · d8 černý král · f8 černý střelec · h8 černý věž · a7 černý pěšec · b7 černý pěšec · f7 bílý jezdec · g7 černý pěšec · h7 černý pěšec · c6 černý pěšec · f6 černý jezdec · e4 bílý pěšec · a2 bílý pěšec · b2 bílý pěšec · c2 bílý pěšec · d2 bílý pěšec · g2 bílý pěšec · h2 bílý pěšec · a1 bílý věž · b1 bílý jezdec · c1 bílý střelec · e1 bílý král · h1 bílý věž | 3 |
| 2 | a8 černý věž · b8 černý jezdec · d8 černý král · f8 černý střelec · h8 černý věž · a7 černý pěšec · b7 černý pěšec · f7 bílý jezdec · g7 černý pěšec · h7 černý pěšec · c6 černý pěšec · f6 černý jezdec · e4 bílý pěšec · a2 bílý pěšec · b2 bílý pěšec · c2 bílý pěšec · d2 bílý pěšec · g2 bílý pěšec · h2 bílý pěšec · a1 bílý věž · b1 bílý jezdec · c1 bílý střelec · e1 bílý král · h1 bílý věž | a8 černý věž · b8 černý jezdec · d8 černý král · f8 černý střelec · h8 černý věž · a7 černý pěšec · b7 černý pěšec · f7 bílý jezdec · g7 černý pěšec · h7 černý pěšec · c6 černý pěšec · f6 černý jezdec · e4 bílý pěšec · a2 bílý pěšec · b2 bílý pěšec · c2 bílý pěšec · d2 bílý pěšec · g2 bílý pěšec · h2 bílý pěšec · a1 bílý věž · b1 bílý jezdec · c1 bílý střelec · e1 bílý král · h1 bílý věž | a8 černý věž · b8 černý jezdec · d8 černý král · f8 černý střelec · h8 černý věž · a7 černý pěšec · b7 černý pěšec · f7 bílý jezdec · g7 černý pěšec · h7 černý pěšec · c6 černý pěšec · f6 černý jezdec · e4 bílý pěšec · a2 bílý pěšec · b2 bílý pěšec · c2 bílý pěšec · d2 bílý pěšec · g2 bílý pěšec · h2 bílý pěšec · a1 bílý věž · b1 bílý jezdec · c1 bílý střelec · e1 bílý král · h1 bílý věž | a8 černý věž · b8 černý jezdec · d8 černý král · f8 černý střelec · h8 černý věž · a7 černý pěšec · b7 černý pěšec · f7 bílý jezdec · g7 černý pěšec · h7 černý pěšec · c6 černý pěšec · f6 černý jezdec · e4 bílý pěšec · a2 bílý pěšec · b2 bílý pěšec · c2 bílý pěšec · d2 bílý pěšec · g2 bílý pěšec · h2 bílý pěšec · a1 bílý věž · b1 bílý jezdec · c1 bílý střelec · e1 bílý král · h1 bílý věž | a8 černý věž · b8 černý jezdec · d8 černý král · f8 černý střelec · h8 černý věž · a7 černý pěšec · b7 černý pěšec · f7 bílý jezdec · g7 černý pěšec · h7 černý pěšec · c6 černý pěšec · f6 černý jezdec · e4 bílý pěšec · a2 bílý pěšec · b2 bílý pěšec · c2 bílý pěšec · d2 bílý pěšec · g2 bílý pěšec · h2 bílý pěšec · a1 bílý věž · b1 bílý jezdec · c1 bílý střelec · e1 bílý král · h1 bílý věž | a8 černý věž · b8 černý jezdec · d8 černý král · f8 černý střelec · h8 černý věž · a7 černý pěšec · b7 černý pěšec · f7 bílý jezdec · g7 černý pěšec · h7 černý pěšec · c6 černý pěšec · f6 černý jezdec · e4 bílý pěšec · a2 bílý pěšec · b2 bílý pěšec · c2 bílý pěšec · d2 bílý pěšec · g2 bílý pěšec · h2 bílý pěšec · a1 bílý věž · b1 bílý jezdec · c1 bílý střelec · e1 bílý král · h1 bílý věž | a8 černý věž · b8 černý jezdec · d8 černý král · f8 černý střelec · h8 černý věž · a7 černý pěšec · b7 černý pěšec · f7 bílý jezdec · g7 černý pěšec · h7 černý pěšec · c6 černý pěšec · f6 černý jezdec · e4 bílý pěšec · a2 bílý pěšec · b2 bílý pěšec · c2 bílý pěšec · d2 bílý pěšec · g2 bílý pěšec · h2 bílý pěšec · a1 bílý věž · b1 bílý jezdec · c1 bílý střelec · e1 bílý král · h1 bílý věž | a8 černý věž · b8 černý jezdec · d8 černý král · f8 černý střelec · h8 černý věž · a7 černý pěšec · b7 černý pěšec · f7 bílý jezdec · g7 černý pěšec · h7 černý pěšec · c6 černý pěšec · f6 černý jezdec · e4 bílý pěšec · a2 bílý pěšec · b2 bílý pěšec · c2 bílý pěšec · d2 bílý pěšec · g2 bílý pěšec · h2 bílý pěšec · a1 bílý věž · b1 bílý jezdec · c1 bílý střelec · e1 bílý král · h1 bílý věž | 2 |
| 1 | a8 černý věž · b8 černý jezdec · d8 černý král · f8 černý střelec · h8 černý věž · a7 černý pěšec · b7 černý pěšec · f7 bílý jezdec · g7 černý pěšec · h7 černý pěšec · c6 černý pěšec · f6 černý jezdec · e4 bílý pěšec · a2 bílý pěšec · b2 bílý pěšec · c2 bílý pěšec · d2 bílý pěšec · g2 bílý pěšec · h2 bílý pěšec · a1 bílý věž · b1 bílý jezdec · c1 bílý střelec · e1 bílý král · h1 bílý věž | a8 černý věž · b8 černý jezdec · d8 černý král · f8 černý střelec · h8 černý věž · a7 černý pěšec · b7 černý pěšec · f7 bílý jezdec · g7 černý pěšec · h7 černý pěšec · c6 černý pěšec · f6 černý jezdec · e4 bílý pěšec · a2 bílý pěšec · b2 bílý pěšec · c2 bílý pěšec · d2 bílý pěšec · g2 bílý pěšec · h2 bílý pěšec · a1 bílý věž · b1 bílý jezdec · c1 bílý střelec · e1 bílý král · h1 bílý věž | a8 černý věž · b8 černý jezdec · d8 černý král · f8 černý střelec · h8 černý věž · a7 černý pěšec · b7 černý pěšec · f7 bílý jezdec · g7 černý pěšec · h7 černý pěšec · c6 černý pěšec · f6 černý jezdec · e4 bílý pěšec · a2 bílý pěšec · b2 bílý pěšec · c2 bílý pěšec · d2 bílý pěšec · g2 bílý pěšec · h2 bílý pěšec · a1 bílý věž · b1 bílý jezdec · c1 bílý střelec · e1 bílý král · h1 bílý věž | a8 černý věž · b8 černý jezdec · d8 černý král · f8 černý střelec · h8 černý věž · a7 černý pěšec · b7 černý pěšec · f7 bílý jezdec · g7 černý pěšec · h7 černý pěšec · c6 černý pěšec · f6 černý jezdec · e4 bílý pěšec · a2 bílý pěšec · b2 bílý pěšec · c2 bílý pěšec · d2 bílý pěšec · g2 bílý pěšec · h2 bílý pěšec · a1 bílý věž · b1 bílý jezdec · c1 bílý střelec · e1 bílý král · h1 bílý věž | a8 černý věž · b8 černý jezdec · d8 černý král · f8 černý střelec · h8 černý věž · a7 černý pěšec · b7 černý pěšec · f7 bílý jezdec · g7 černý pěšec · h7 černý pěšec · c6 černý pěšec · f6 černý jezdec · e4 bílý pěšec · a2 bílý pěšec · b2 bílý pěšec · c2 bílý pěšec · d2 bílý pěšec · g2 bílý pěšec · h2 bílý pěšec · a1 bílý věž · b1 bílý jezdec · c1 bílý střelec · e1 bílý král · h1 bílý věž | a8 černý věž · b8 černý jezdec · d8 černý král · f8 černý střelec · h8 černý věž · a7 černý pěšec · b7 černý pěšec · f7 bílý jezdec · g7 černý pěšec · h7 černý pěšec · c6 černý pěšec · f6 černý jezdec · e4 bílý pěšec · a2 bílý pěšec · b2 bílý pěšec · c2 bílý pěšec · d2 bílý pěšec · g2 bílý pěšec · h2 bílý pěšec · a1 bílý věž · b1 bílý jezdec · c1 bílý střelec · e1 bílý král · h1 bílý věž | a8 černý věž · b8 černý jezdec · d8 černý král · f8 černý střelec · h8 černý věž · a7 černý pěšec · b7 černý pěšec · f7 bílý jezdec · g7 černý pěšec · h7 černý pěšec · c6 černý pěšec · f6 černý jezdec · e4 bílý pěšec · a2 bílý pěšec · b2 bílý pěšec · c2 bílý pěšec · d2 bílý pěšec · g2 bílý pěšec · h2 bílý pěšec · a1 bílý věž · b1 bílý jezdec · c1 bílý střelec · e1 bílý král · h1 bílý věž | a8 černý věž · b8 černý jezdec · d8 černý král · f8 černý střelec · h8 černý věž · a7 černý pěšec · b7 černý pěšec · f7 bílý jezdec · g7 černý pěšec · h7 černý pěšec · c6 černý pěšec · f6 černý jezdec · e4 bílý pěšec · a2 bílý pěšec · b2 bílý pěšec · c2 bílý pěšec · d2 bílý pěšec · g2 bílý pěšec · h2 bílý pěšec · a1 bílý věž · b1 bílý jezdec · c1 bílý střelec · e1 bílý král · h1 bílý věž | 1 |
|   | a | b | c | d | e | f | g | h |   |

1.e4 e5 2. f4 (královský gambit, v oné době asi nejoblíbenější zahájení, po vzetí pěšce tahem 2. exf4 bílý hrává 3. Sc4 nebo 3. Jf3 s dalším d4 a má vyhlídky na útok proti černému králi). 2...d6?! (slabší odmítnutí gambitu, lepší by byl tzv. Falkbeerův protigambit 2. d5, jenž způsobuje bílému mnohem větší potíže, tento protigambit však v roce 1560 nemohl být znám, protože byl vynalezen až v první polovině 19. století). 3.Sc4 (vývinový tah poplatný své době, bílý okamžitě napadá nejslabší bod v táboře černého f7, přesto je tento tah sporný, dnešní teorie doporučuje 3. Jf3). 3…c6! (na svoji dobu přesná odpověď, která ukazuje, že tah 3. Sc4 nebyl až tak dobrý, jak by se mohlo zdát, černý hrozí zahrát 4…d5 a dobýt tak střed a omezit působnost bílého střelce) 4. Jf3 (vývinový tah), 4…Sg4 (prohrávající chyba, černý mohl zahrát 4…d5, protože po 5. ed5 přijde 5… e4 a po ústupu jezdce 6…cxd5 s dobrou pozicí černého) 5. fxe5 dxe5 (nebo 5…Sxf3, 6. Dxf3 a hrozí jak Dxf7 mat tak exd6 se ziskem pěšce), 6. Sxf7+! (typická oběť ), 6…Kxf7 7. Jxe5+ Ke8 8. Dxg4 (bílý má o pěšce víc a černý král je bez rošády) 8… Jf6 (urychluje porážku, relativně lepší bylo 8…Jbd7) 9. De6+ De7 (nebo 9…Se7 10. Df7+) 10. Dc8+ Dd8 11. Dxd8+ Kxd8 12. Jf7+ a černý se vzdal, protože po 12..Kf8 13. Jxh8 ztrácí ještě kvalitu. 1-0